# Стадион Корнаредо
Стадион Корнаредо је вишенаменски стадион у Лугану, Швајцарска. Користи се углавном за фудбалске утакмице, и овај стадион је домаћи терен ФК Лугано. Стадион може да прими 15.000 људи и изграђен је 1951. године. Стадион има 5.000 седишта и 10.000 места за стајање. Током Светског првенства у фудбалу 1954. у њему је била одиграна једна утакмица.
Током пролећа 2008. године, политичке власти Лугана најавиле су план за обнову стадиона како би се испунили захтеви Швајцарске фудбалске лиге за стадионе Супер лиге, међутим, радови никада нису почели.

## Историја стадиона
Стадион је завршен 1951. године и свечано отворен утакмицом између ФК Лугано и ФК Кјасо (7-0). Дана 25. новембра те године, репрезентација је одиграла своју прву међународну утакмицу против Италије пред 32.500 навијача на овом стадиону.  Током Светског првенства 1954. овде се играла групна утакмица између Италије и Белгије. У јуну 2009. одржан је међународни атлетски митинг по осми пут.
Капацитет стадиона је некада износио 15.000 гледалаца, са 5.000 седећих и 10.000 стојећих места. Међутим, након што је ФК Лугано ушао у Супер лигу 2015. године, капацитет је у складу са безбедносним стандардима Швајцарске фудбалске лиге смањен на 6.330 места. Подлога за игру се састоји од природне траве.

## Реновација
Радови на реновацији стадиона су симболично почели церемонијом полагања камена темељца 20. септембра 2023. године. Претходно су срушени стари штанд (Трибуна Монте Бре) и задњи део атлетског објекта како би се направио простор за нови стадион. Иза два гола су постављене две привремене трибине као замене.

### Светско првенство у фудбалу 1954
Стадио ди Корнаредо је био домаћин утакмице Групе 4.
| 20. јун 1954. 17:00                                                                        |            |                   |                                                                       |
| Италија                                                                                    | 4 : 1      | Белгија           | Лугано Стадион Корнаредо Судија: Штајнер (Аустрија) Гледалаца: 26.000 |
| Егисто Пандолфини 41’ (пен), · Карло Гали 48’, · Амлето Фригнани 58’ · Бенито Лорензи 78’, | (Извештај) | Леополд Анол 81’, | Лугано Стадион Корнаредо Судија: Штајнер (Аустрија) Гледалаца: 26.000 |